# Helmut Meyer (Ingenieur)
Helmut Meyer (* 27. Juni 1898 in Aschaffenburg; † 12. Juni 1993 in Miesbach), von der Fachwelt Schlepper-Meyer genannt, war ein deutscher Landtechniker. Er erschuf das erste Schlepperprüffeld und führte die ersten Schlepperprüfungen in Deutschland durch. Zu seiner Zeit war der Ausdruck Traktor noch nicht üblich, die landwirtschaftlichen Zugmaschinen wurden Schlepper oder Ackerschlepper genannt.

## Frühe Jahre
Helmut Meyer wurde am 27. Juni 1898 als Sohn des Oberstleutnants Georg Meyer in Aschaffenburg geboren. Nach dem Besuch der Volksschule und humanistischen Gymnasien in Erlangen, Ingolstadt, Passau und Speyer legte er in 1917 in Speyer das Reifezeignis ab. Nach seinem Militärdienst in der bayerischen Armee von 1916 bis 1919 studierte er an der Technischen Universität München Maschinenbau. Dieses Studium schloss er 1922 mit Diplom ab. Anschließend war Meyer bei den Deutschen Werken in verschiedenen Positionen tätig. In den Jahren 1927 und 1928 war er als Stipendant der Deutschen Landwirtschaftsgesellschaft auf Gütern in Oberbayern und Brandenburg beschäftigt.

## Schlepperprüffeld Bornim
Als Mitte des Jahres 1928 das Institut für Landwirtschaftliche Maschinenkunde der Deutschen Landwirtschaftsgesellschaft Berlin auf dem Versuchsgut Bornim der Landwirtschaftlichen Hochschule Berlin mit dem Aufbau eines Schlepperprüffeldes unter Leitung von Gustav Fischer begann, wechselte Meyer dorthin und leitete von Beginn an die Arbeiten zum Aufbau und die Schlepperuntersuchungen. Prüfstände für Motoren und Getriebe waren zu der Zeit in Dahlem vorhanden, jedoch nicht genug Platz für ein Versuchsfeld. Meyer entwickelte einen Bremswagen der in Dahlem gebaut und in Bornim eingesetzt wurde. Als 1932 Carl Heinrich Dencker Leiter der Landwirtschaftlichen Hochschule Berlin wurde, wurden die Prüfstände nach Bornim verlegt, so dass die Prüfungen ohne Zwischentransporte der Traktoren durchgeführt werden konnten. Von Fischer, Pollitz und Meyer wurden feste Regeln für die Schlepperprüfungen aufgestellt so, dass die Prüfungen vergleichbar wurden. Das Schlepperprüffeld wird 1937 von Meyer um eine Forschungsstelle für die Motorisierung der Landwirtschaft erweitert.
Bereits Anfang der 1930er Jahre entwickelte Continental Luftreifen für Ackerschlepper.
Durch seine Untersuchungen zur Zugfähigkeit der Schlepper und den Gesetzmäßigkeiten des Rollwiderstandes verschiedener Bereifungsarten wie eiserne Greiferräder und verschieden profilierte Gummireifen war auch Meyer daran maßgeblich beteiligt da seine Untersuchungserkenntnisse natürlich auch den Herstellern zur Verfügung standen.
Meyer stellte Untersuchungen und Prüfungen zu Kleinschleppern und Bauernschlepper mit den entsprechenden Geräten an um auch bäuerlichen Familienbetrieben die Motorisierung zu ermöglichen. Unter seiner Leitung wurden Klein- und Bauernschlepper vom Schlepperprüffeld erprobt und die Ergebnisse den Herstellerfirmen zur Verbesserung ihrer Erzeugnisse zur Verfügung gestellt noch bevor im Jahre 1937 eine Vergleichsprüfung von 16 solcher Schlepper durchgeführt wurde.
Als zum 1. Januar 1938 das Schlepperprüffeld Bornim aus der Landwirtschaftlichen Hochschule ausgegliedert und als Forschungsstelle direkt dem Reichskuratorium für Technik in der Landwirtschaft (RKTL) unterstellt wurde, wurde er Direktor dieser Forschungsstelle. 1939 erstellte er ein Gutachten für die Typenbegrenzung im Schlepperbau gemäß dem Schell-Plan.
Zur kriegsbedingten Umstellung der Traktoren auf Holzgasbetrieb waren seine Untersuchungen ebenfalls notwendig.

## Nachkriegsjahre
Nach dem Zweiten Weltkrieg arbeitete Helmut Meyer bei verschiedenen Einrichtungen der US-Militärregierung und anderen Einrichtungen wie dem wiedergegründeten KTL von dem er mit dem Aufbau eines Schlepperprüffeldes und einer Forschungsstelle beauftragt wurde.
In einem 1947 erstellten Gutachten für die Militärregierungen der Besatzungsmächte sagten Dencker und Meyer aus, dass die deutsche Landwirtschaft etwa 310.000 Schlepper aufnehmen kann. Diese Zahl wurde damals oft kritisiert und für viel zu hoch angesehen, im Nachhinein betrachtet war sie viel zu niedrig angesetzt. Der Bestand an Ackerschleppern war bereits am 1. Januar 1956 auf über 450.000 Stück angestiegen und er nahm in den Folgejahren mit jährlich über 80.000 Schlepperneuzulassungen noch weiter zu.

## Forschungsanstalt für Landwirtschaft (FAL)
Nachdem 1947 die Forschungsanstalt für Landwirtschaft Braunschweig-Völkenrode auf dem Gelände der ehemaligen Luftfahrtforschungsanstalt Hermann Göring gegründet wurde übernahm Helmut Meyer 1948 dort das Institut für Schlepperforschung und war bis zu seiner Pensionierung dort Institutsdirektor. Die Schlepperprüfungen hingegen wurden davon abgetrennt und verblieben beim KTL-Schlepperprüffeld.
Im Mittelpunkt standen die Untersuchungen zur Fahrzeugtechnik, die Leistungsübertragung vom Motor bis zum Boden sowie die Verbindung zwischen Schlepper und Arbeitsgerät. Untersucht wurde das Kräfteverhältnis zwischen Schlepper und Gerät in Hinblick auf die Verbesserung der Zug- und Lenkfähigkeit der Schlepper auch unter Berücksichtigung des Allradantriebs und anderes mehr.
In den Jahren 1952 bis 1954 leitete er als Präsident die Forschungsanstalt für Landwirtschaft.
In den 1950er Jahren entbrannte ein Streit darüber, ob Luft- oder Wasserkühlung
bei Traktoren besser geeignet ist. Zu diesem Thema stellte Meyer auch entsprechende Untersuchungen an.
Ende der 1950er Jahre wurden stufenlose Schleppergetriebe entwickelt wozu unter anderem auch von Meyer die theoretischen Grundlagen stammten. So baute ZF in Verbindung mit einem Kettenwandler von Reimers einige stufenlose Getriebe, die verschiedenen Schlepperherstellern zur Verfügung gestellt wurden. Unter anderem bauten Fendt, Eicher, Schlüter und andere Hersteller einige Schlepper mit diesen Getrieben. Meyers Mitarbeiter Coenenberg und Schünke begleiteten die praktischen Erprobungen. Problematisch war, dass es beim Anfahren zu leichtem Schlupf im Kettenwandler kam und so die Kette überhitzte. Da dieses Problem nicht gelöst werden konnte, wurde das Projekt 1967 nach dem Reißen einer Kette aufgegeben.
Noch bevor Anfang der 1960er Jahre das Patent von Ferguson für die automatische Regelung des Krafthebers auslief beauftragte Meyer seinen Mitabeiter Arthur Seifert mit Untersuchungen zur Regelung von Krafthebern. Somit standen beim Patentablauf die Grundlagen zur Verfügung und Zulieferbetriebe wie Rexroth, ZF und andere konnten sofort nach Ablauf des Patents den Traktorenherstellern Steuergeräte für die Regelhydraulik liefern.
1964 wurde er in den Ruhestand versetzt. Er verbrachte seinen Lebensabend in Miesbach, wo er am 12. Juni 1993 kurz vor seinem 95. Geburtstag verstarb.

## Auszeichnungen
- 1961 Ernennung zum korrespondierenden Mitglied der Accademia di Agricoltura di Torino[1]
- 1964 Verleihung der sibernen Max-Eyth-Denkmünze[21]
- 1966 Fellow Member der International Society for Terrain-Vehicle Systems[3]
- 1971 Ehrendoktortitel der Technischen Universität München[1]

## Veröffentlichungen (Auswahl)

### ZeitschriftLandtechnische Forschung
- Helmut Meyer: Die Bedeutung einer hydrostatischen Leistungsübertragung für Ackerschlepper. In: Landtechnische Forschung. Band 5, Nr. 1. Hellmut Neureuter Verlag, Wolfratshausen 1955, S. 22–25 ( [abgerufen am 12. August 2025]).
- Helmut Meyer: Zur Problematik des Sattelanhängers für Ackerschlepper. In: Landtechnische Forschung. Band 6, Nr. 2. Hellmut Neureuter Verlag, Wolfratshausen 1956, S. 39–42 ( [abgerufen am 12. August 2025]).
- Helmut Meyer: Ein Stufenschlepper für Reifenversuche am Hang. In: Landtechnische Forschung. Band 6, Nr. 5. Hellmut Neureuter Verlag, Wolfratshausen 1956, S. 139–142 ( [abgerufen am 12. August 2025]).
- Helmut Meyer, Ulrich Schünke, Helmut Skalweit: Ein-Mann-Arbeit mit dem Schlepper und ihre Grenzen am Hang. In: Landtechnische Forschung. Band 13, Nr. 5. Hellmut Neureuter Verlag, Wolfratshausen 1963, S. 121–128 ( [abgerufen am 12. August 2025]).

### ZeitschriftGrundlagen der Landtechnik
- Helmut Meyer: Schlepper und Arbeitsgeräte in Amerika. In: Grundlagen der Landtechnik. Band 1, Nr. 1. VDI-Verlag, Düsseldorf 1951, S. 10–15 ( [abgerufen am 12. August 2025]).
- Helmut Meyer: Probleme der Schlepperentwicklung. In: Grundlagen der Landtechnik. Band 7, Nr. 9. VDI-Verlag, Düsseldorf 1957, S. 10–19 ( [abgerufen am 12. August 2025]).
- Helmut Meyer: Die Bedeutung eines stufenlosen Getriebes für den Ackerschlepper und seine Geräte. In: Grundlagen der Landtechnik. Band 9, Nr. 11. VDI-Verlag, Düsseldorf 1959, S. 5–12 ( [abgerufen am 12. August 2025]).

### ZeitschriftLandtechnik
- Helmut Meyer: Der Schlepper und sein Gerät im bäuerlichen Betrieb. In: Landtechnik. Band 6, Nr. 23/24. Hellmut Neureuter Verlag, Wolfratshausen 1951, S. 785–792.
- Helmut Meyer: Tendenzen der Motorisierung. In: Landtechnik. Band 6, Nr. 6. Hellmut Neureuter Verlag, Wolfratshausen 1951, S. 174–175.
- Helmut Meyer: Die Motorisierung der Landwirtschaft und die Kraftstoffpreise. In: Landtechnik. Band 6, Nr. 12. Hellmut Neureuter Verlag, Wolfratshausen 1951, S. 436–437.
- Helmut Meyer: Neues um den Schlepper. In: Landtechnik. Band 8, Nr. 13. Hellmut Neureuter Verlag, Wolfratshausen 1953, S. 426–429.
- Helmut Meyer: Der Schlepper zwischen gestern und morgen. In: Landtechnik. Band 11, Nr. 16. Hellmut Neureuter Verlag, Wolfratshausen 1956, S. 489–492.
- Helmut Meyer: Welche Stufung der Fahrgeschwindigkeiten sollte der Schlepper haben? In: Landtechnik. Band 14, Nr. 21. Hellmut Neureuter Verlag, Wolfratshausen 1959, S. 710–713.

### Zeitschrift des Vereines Deutscher Ingenieure
- Helmut Meyer: Landmaschinen-Prüfungen, Verfahren und Auswirkungen. In: Zeitschrift des Vereines Deutscher Ingenieure. Band 93, Nr. 32. VDI-Verlag, Düsseldorf 1951, S. 1015–1018.

### Bücher
- Carl Heinrich Dencker, Helmut Meyer: Die Motorisierung der Landwirtschaft : Ein wirtschaftspolitischer Ausblick. Hellmut Neureuter Verlag, Wolfratshausen 1947 (ktbl.de [PDF; abgerufen am 12. August 2025]).